# Barnaul
Barnaúl (in russo e in altai Барнау́л) è una città della Russia nel sud-ovest della Siberia, capoluogo e maggiore città del territorio dell'Altaj. È un centro industriale e nodo di trasporto stradale, ferroviario e fluviale.

## Geografia e clima
Si trova sulla riva sinistra dell'Ob', qui ricco di meandri e bracci morti, alla confluenza con il fiume Barnaulka. Sorge a 3419 km ad est-sudest di Mosca e a 193 km a sud di Novosibirsk.
Il clima continentale presenta temperatura media annuale è di 2 °C, a gennaio -17,5 °C, a luglio +19,8 °C. La temperatura minima mai registrata è stata di -47 °C (2001), la massima +38 °C (2002). Le precipitazioni medie annue ammontano a circa 500 mm.

## Storia
Il toponimo "Barnaul" proviene dal nome del fiume Barnaulka che fu chiamato dai ket "fiume di lupo" ("boruan" è "lupo", "ul", "ulj" — "fiume").
La cittadina di Barnaulskij fu fondata nel 1730 accanto al villaggio di Ust'-Barnaulskaja (Усть-Барнаулская), in seguito alla costruzione di alcuni forni per la fusione dell'argento da Akinfij Demidov; 200 contadini servi della gleba furono trasferiti come manodopera nel 1730 dallo stesso Demidov. Nel 1739 fu costruita una diga e la fabbrica. Il villaggio Ust'-Barnaulskaja, che sorgeva a 2 km dalla diga, fu incorporato alla cittadina nel 1742. Nel 1749 l'amministrazione di Gornij okrug (distretto montagnoso) fu spostata da Kolivan' alla fabbrica di Barnaul. Nel 1750 alla fabbrica funzionavano 17 forni di fusione dell'argento. Nel 1771 ricevette lo status di città, e nel 1846 fu approvato lo stemma comunale, che raffigurava un cavallo bianco (il simbolo del Governatorato di Tomsk) e un forno (il simbolo della ricchezza più importante della città).
Nel XIX secolo la città fu visitata da viaggiatori famosi: Alexander von Humboldt, F. Ledenbur, Alfred Edmund Brehm, Pëtr Semënov-Tjan-Šanskij, che lasciarono nei loro diari le impressioni della città che li affascinò con la sua magnificenza e la sua intensa vita culturale (teatri, musei, biblioteche). A Barnaul lavorarono architetti laureati all'Accademia delle Arti di Mosca: A. I. Molčanov, L. I. Ivanov, J. N. Popov, uno studente del famoso Carlo Rossi. Grazie al loro talento, nella città apparirono begli edifici sulla via Petropavlovskaja; nella prima metà del XIX secolo fu costruito un complesso architettonico con un obelisco in onore del centenario dello sviluppo dell'industria mineraria nella regione dell'Altaj. Nel XVIII secolo e nella prima metà del XIX nella regione dell'Altaj venne prodotto all'incirca il 90% dell'argento nella Russia (circa 16 tonnellate all'anno). Questo fiorire dell'industria dell'argento portò Barnaul a divenire una delle più grandi città siberiane.
L'abolizione della servitù della gleba e l'esaurimento delle risorse minerali portarono alla chiusura della fabbrica nel 1893. Come risposta, Barnaul si "riciclò" come mercato agricolo; nella zona si cominciò anche lo sfruttamento di nuove colture che riuscirono anche a trovare uno sbocco sul mercato internazionale. Nel 1915 Barnaul fu collegata a Novosibirsk (allora chiamata ancora Novonikolaevsk) e alla Transiberiana tramite la Ferrovia dell'Altaj. Il 15 giugno 1918 fu presa dalla Legione Ceca che stermina la guarnigione di ex-prigionieri di guerra di etnia ungherese che si erano schierati coi bolscevichi; fu poi ripresa dai sovietici alla fine del 1919. Il periodo immediatamente successivo alla rivoluzione russa vide la decadenza della città e della zona circostante, che accentuò il carattere rurale: molti cittadini cominciarono coltivare terreni nei dintorni e ad allevare bestiame. Successivamente, a partire dall'inizio degli anni trenta, inizio la tumultuosa industrializzazione della Siberia, e a Barnaul fu costruita quella che è ancora al giorno d'oggi la più grande fabbrica di munizioni siberiana; furono costruite anche case e scuole per i lavoratori e le loro famiglie, che ingrandirono ulteriormente la città.
Nel 1937 fu istituito il territorio dell'Altaj e Barnaul diventò il suo capoluogo. Durante la seconda guerra mondiale ci fu la ormai storica evacuazione di fabbriche di importanza strategica dalle zone europee della Russia, soggette all'avanzata della Wehrmacht; tutto ciò diede un ulteriore impulso allo sviluppo di Barnaul, che vide la costruzione di impianti per la costruzione di macchinari pesanti, caldaie, motori, apparecchi radio. Risale al dopoguerra lo sviluppo dell'industria chimica; furono costruiti fabbriche di fibra sintetica, di pneumatici, di prodotti derivanti dall'amianto. A questo intenso ingrandimento della struttura produttiva non poteva non seguire una crescita delle zone residenziali: sempre a questo periodo risale la costruzione di una grande quantità di edifici residenziali popolari, detti chruščëvka.

## Società

### Evoluzione demografica
| Anno        | 1835 | 1860 | 1897 | 1916 | 1939  | 1959  | 1967  | 1979  | 1989  | 2002  | 2005  |
| ab. (x1000) | 9,1  | 11,6 | 29,4 | 71,2 | 148,2 | 303,0 | 407,0 | 533,6 | 601,8 | 603,5 | 631,2 |

Vedi anche il diagramma comparato (info) della popolazione delle più grandi città siberiane.
Nell'anno dell'ultimo censimento, 2002, la natalità risultò pari a 10,3 per 1 000 abitanti, la mortalità 14, dunque il saldo naturale risultante è negativo nella misura dello 0,37% annuo.
L'area abitabile pro capite era di circa 19 m².

## Geografia antropica

### Suddivisioni amministrative
Barnaul è suddivisa in 5 distretti (fra parentesi la popolazione stimata al 2005):
1. Železnodorožnij (Железнодорожный, 124 000 abitanti)
2. Industrialnij (Индустриальный, 137 100)
3. Leninskij (Ленинский, 146 600)
4. Oktjabrskij (Октябрьский, 106 200)
5. Tsentralnij (Центральный, 86 800)

Nell'area urbana amministrativa sono incluse anche alcune cittadine immediatamente adiacenti, la più grande delle quali ha circa 19 000 abitanti.

## Economia

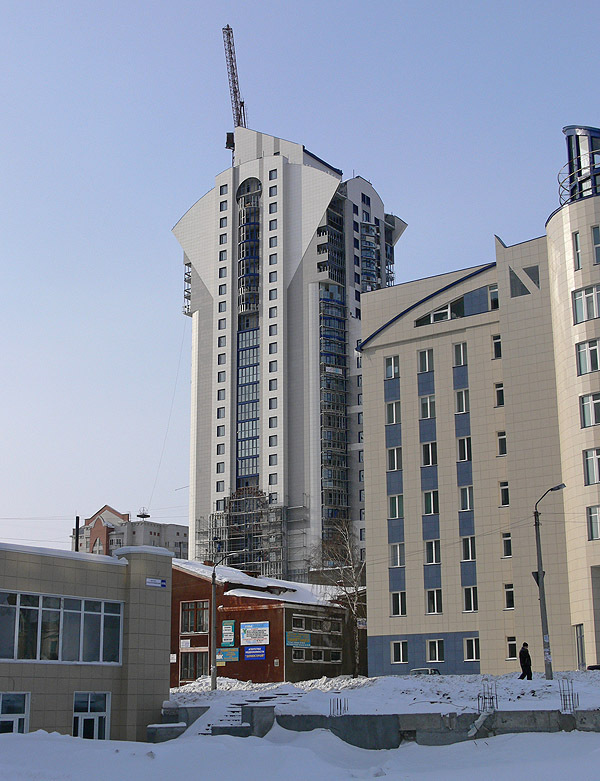
Costruzione di edifici di abitazione e commerciali.

Dopo l'evacuazione delle fabbriche nella guerra, Barnaul diventò una grande città industriale, allorquando vi furono impiantati stabilimenti meccanici, chimici, tessili, radiotecnici. La maggioranza delle imprese si orientarono al comparto bellico, ma questa branca dell'industria russa si esaurì nel corso degli anni novanta. Molte imprese dovettero chiudere, dato che poche riuscirono adattarsi alle nuove condizioni di crisi durata all'incirca fino al 2000.

Una siffatta situazione si è rivelata tipica per le città siberiane prive di grosse risorse naturali, come ad esempio il petrolio e il gas naturale (si parla, ad esempio, di città come Omsk, Novosibirsk, Tomsk).
Attualmente si sta assistendo ad un nuovo sviluppo, che coinvolge sia nuove imprese che imprese sopravvissute alla crisi degli anni '90.

## Comunicazioni

### Treno
Barnaul è raggiunta da ferrovie, che la collegano a diverse zone:
- Ferrovia dell'Altaj, diretta a Novosibirsk;
- alla regione di Pavlodar;
- alla regione di Semipalatinsk;
- all'Oblast' di Kemerovo;
- una ferrovia raggiunge la città di Bijsk;
- Ferrovia Sud Siberia.

### Aereo
A 17 chilometri ad ovest si trova l'aeroporto di Barnaul. La compagnia aerea russa regionale Altaj Airlines ha la base all'Aeroporto di Barnaul.

### Nave
Sul fiume Ob c'è il porto fluviale.

### Auto
La città sorge su un tronco della strada M52 Novosibirsk — Mongolia; inoltre, da Barnaul parte la strada A349 Barnaul — Rubtsovsk — Kazakistan.
Nella città c'è un'autostazione, la rete di itinerari collega Barnaul con tutti i 60 distretti del Territorio dell'Altaj e con le regioni vicine: Repubblica dell'Altaj, Novosibirsk, Kemerovo, Tomsk, Pavlodar, Semipalatinsk, Ust'-Kamenogorsk.

### Trasporto pubblico

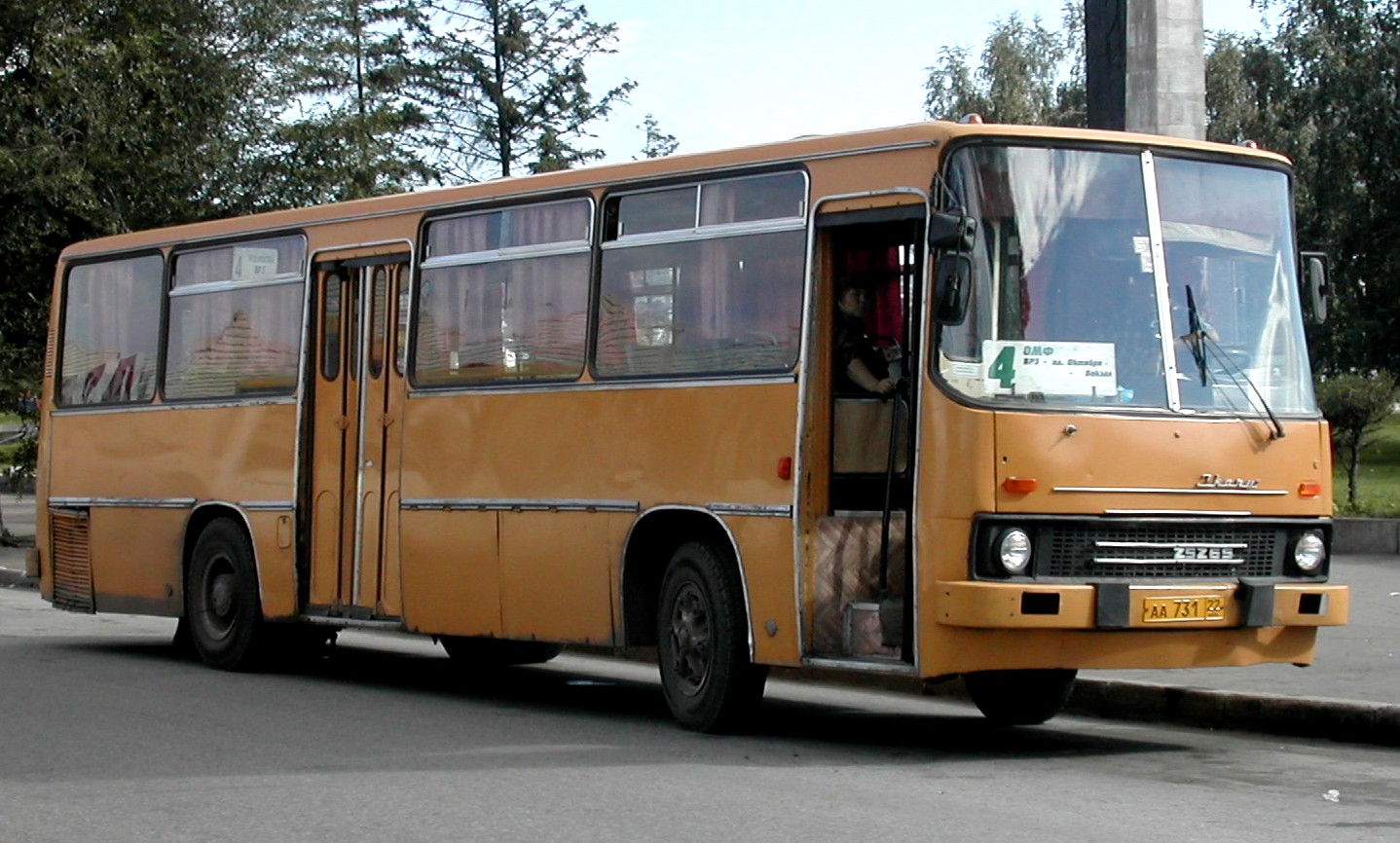
Un bus municipale in servizio sulla linea 4 a Barnaul

I trasporti urbani nella città comprendono autobus, filobus e tram.

## Cultura
Barnaul ha dato i natali a Julia Neigel.
Tra i luoghi d'interesse architettonico della città vi sono la cattedrale dell'Intercessione, la chiesa di San Nicola e la chiesa della Madonna del Segno.

## Sport
La Squadra di calcio locale è la Futbol'nyj Klub Dinamo-Barnaul che attualmente milita nella Seconda Divisione Russa gruppo est.

## Architettura

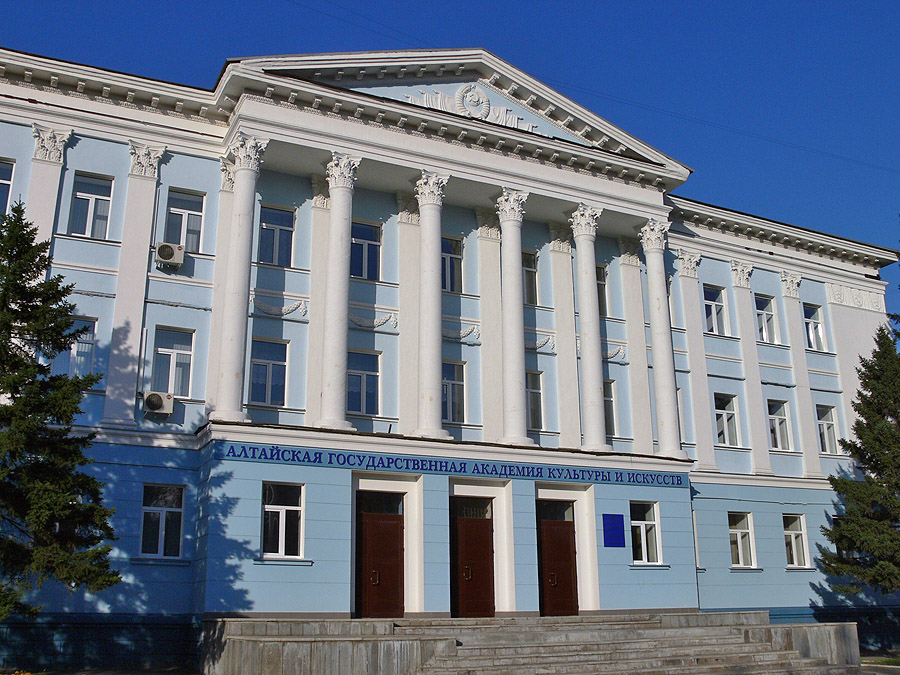
Accademia nazionale della cultura e delle arti

## Amministrazione

### Gemellaggi
- Flagstaff, USA
- Saragozza, Spagna